# Suhoj Su-31
Suhoj Su-31 je rusko enomotorno enosedežno akrobatsko letalo, ki so ga zasnovali pri biroju Suhoj. Su-31 je lažji in ima bolj močan motor od predhodnika Suhoj Su-29. Ima fiksno pristajalno podvozje z repnim kolesom, predlagana verzija Su-31U bi imela uvlačljivo podvozje. Poganja ga 400 konjski zračnohlajeni bencinski zvezdasti motor Vedenejev M-14PF

## Tehnične specifikacije
Podatki iz Su-26, 29, 31 Specifications
Splošne karakteristike
- Posadka: 1
- Dolžina: 6,83 m (22,41 ft)
- Razpon kril: 7,80 m (25,59 ft)
- Višina: 2,76 m (9,06 ft)
- Površina kril: 11,83 m² (127,34 sq ft)
- Teža praznega letala: 700 kg (1543 lb)
- Maks. vzletna teža: 1050 kg (2315 lb)
- Pogon letala: 1 ×  Vedenejev M-14PF zvezdasti motor, 294 kW (400 KM)

 Zmogljivost 
- Neprekoračljiva hitrost: 450 km/h (243 vozlov, 280 mph)
- Maks. hitrost: 331 km/h (178 vozlov, 205 mph)
- Hitrost porušitve vzgona: 106 km/h (57 vozlov, 66 mph)
- Doseg: 1100 km (594 nmi, 684 mi)
- Hitrost vzpenjanja: 24 m/s (4724 ft/min)
- G-obremenitev: -10g do 12g
- Hitrost nagibanja: 7 rad/sec (4010/sec)